# Mirna (vattendrag)
Floden Mirna (kroatiska: Rijeka Mirna, italienska: Fiume Quieto) är ett 53 kilometer långt vattendrag i landskapet Istrien i Kroatien. Det har sin källa i Hum och mynnar ut i Adriatiska havet vid Novigrad. Det passerar bland annat Buzet och bergsbyn Motovun. En del av det är synligt från toppen av Motovun.

### Fotnoter
1. 1 2  ”Geographical and meteorological data” (på engelska och kroatiska) ( PDF). Kroatiska statistiska centralbyrån. Arkiverad från originalet den 3 augusti 2016. https://web.archive.org/web/20160803172236/http://www.dzs.hr/Hrv_Eng/ljetopis/2009/PDF/01-bind.pdf. Läst 21 oktober 2013.